# Autó-tortúra
Az Autó-tortúra az Üzenet a jövőből – A Mézga család különös kalandjai című magyar rajzfilmsorozat harmadik része.

## Cselekmény
Mézgáék falusi esküvőre készülődnek Kecerakoncára. Géza a tyúkszeme miatt felemás cipőt vesz fel, úgy gondolva, hogy egy lagziban az nem számít; Paula pedig beadja Máris szomszédhoz Blökit, hogy távollétükben vigyázzon rá. Az utcán kiderül, hogy Mézgáék ócska, rozoga kocsija nem indul. Géza próbálja valahogy beindítani, de csak azt éri el, hogy lángra kap a motor. Egy félnótás alak, Lapatyú érkezik, aki magát autószerelőnek mondja, és szétszedi az egész motorblokkot. Csakhamar kiderül, hogy ő igazából szkizofrén elmebeteg, aki magát autószerelőnek képzeli. Így Mézgáék nem tudnak sehová se elindulni, ráadásul Géza csupa kosz lett. Amikor Paula erre azt mondja neki, hogy Ultrával lejön, neki egyből eszébe jut az ultrarövid hullám, és Aladárral visszamennek a lakásba. Géza pár percre visszakéri Máristól a kutyát (aki közben széttépte a szomszéd gatyáját), majd kapcsolatba lép MZ/X-szel. A távoli rokon először nem tudja, mi az az „autó”, bár tanulta primitív ősgéptanból, de meg kell néznie a komputeres lexikonban. Végül küld nekik egy hároméltű motort, valamint Kozmosz-Fluidoxot, amivel be kell fújni az autót, hogy ellenállóbb legyen. Az új motor ezer lóerős, de Géza a kis mérete láttán azt hiszi, hogy biztos pónilóval számoltak. 
Géza beteszi az új motort az autóba, lefújja a kasznit Fluidoxszal, s máris repesztenek, olyan tempóban, hogy a sebességmérő mutatója kiakad. Közben karambolt okoznak, majd útjukat állja egy tartálykocsi, s ekkor egy motoros rendőr utoléri és megállítja őket azzal, hogy Géza a közutak réme. Aladár a gázra lép, s a tartálykocsit átrepülve elszáguldanak. Paula nem bírja a tempót, azzal fenyegetőzik, hogy ha férje nem fékez, ő azonnal kiszáll. A fék tüzet fog, mire Aladár ismét megnyom egy gombot a műszerfalon, és a kocsi egy tehervonat felett átrepülve belehajt a Balatonba. Paula elképed, hogy az autójuk kétéltű. Aladár a tó közepén megállítja az autót, mire az süllyedni kezd, Géza pedig szokás szerint a fiától kér segítséget. Aladár újra megnyom egy gombot, mire a kocsi a felszínre jön, újra úszni kezd s máris szeli a vizet. Közben a lagziban már azt hiszik, nem jön a „pesti retyerutya”, mert biztos derogál nekik a vidéki rokonság. Nélkülük kezdődik az ünnepi lakoma, ám csakhamar megérkeznek Mézgáék, sőt meg se tudnak állni, és a kerítést áttörve legázolják az asztal körül ülő násznépet. Az asszonyok jajgatnak, az összerogyott asztal alól pedig feldühödött férfiak másznak elő, hogy szekercével és vasvillával elkergessék Mézgáékat. Géza ekkor meglöki az autót, mire az magától elszáguld. Utánarohannak, de már nem tudják utolérni; közben a násznagy puskával lő rájuk. Végül a motoros rendőr várja őket, készen arra, hogy elszámoljon velük.

## Alkotók
- Rendezte: Nepp József
- Írta: Nepp József, Romhányi József
- Zenéjét szerezte: Deák Tamás
- Operatőr: Bacsó Zoltán, Klausz Alfréd, Nagy Csaba
- Hangmérnök: Horváth Domonkos
- Vágó: Czipauer János
- Tervezte: Ternovszky Béla
- Háttér: Szoboszlay Péter
- Rajzolók: Kaszner Béláné, Zsilli Mária
- Animációs munkatárs: Gémes József
- Munkatársak: Ács Karola, Csonkaréti Károly, Hódy Béláné, Kiss Lajos, Kökény Anikó, Lőrincz Árpád, Paál Klára, Stadler János, Szabó Judit, Szántai Lajosné, Tormási Gizella, Zoltán Annamária
- Színes technika: Boros Magda, Dobrányi Géza, Fülöp Géza, Kun Irén
- Tanácsadók: Balla Katalin, Gáll István, Székely Sándorné
- Gyártásvezető: Kunz Román

Készítette a Magyar Televízió megbízásából a Pannónia Filmstúdió

## Szereplők hangja
- Mézga Géza: Harkányi Endre
- Paula: Győri Ilona
- Kriszta: Földessy Margit
- Aladár: Némethy Attila
- Máris szomszéd: Tomanek Nándor
- MZ/X: Somogyvári Rudolf
- öregúr: Deák B. Ferenc
- Lapatyú: Alfonzó
- doktor úr: Bárdy György
- motoros rendőr: Surányi Imre
- kecerakoncai rokonok: Szoó György, Hacser Józsa

## Érdekességek
- Amikor Mézgáék autója a vasúti átjáróhoz ért, épp elhaladt egy gőzmozdony. Ekkor még gyakran közlekedtek gőzmozdonyok Magyarországon, hivatalosan 1984-ben szűnt meg a gőzvonatás hazánkban.
- A jelenetben, amikor az autó átszeli a Balatont, Deák Tamás "Vízisí" című szerzeménye hallható, amely a "No, megállj csak!" című szovjet rajzfilm főcímdala is egyben.